# Bear Island (Maine)
Pour les articles homonymes, voir Bear Island (homonymie).
Bear Island une île du littoral de l'État du Maine du Comté de Hancock. Elle est administrativement rattachée à la municipalité de Cranberry Isles qui regroupe les 5 îles de : Great Cranberry Island, Little Cranberry Island, Baker Island,  Sutton Island et Bear Island.
L'île fait partie du parc national d'Acadia. Un phare est situé à l'extrémité ouest de l'île. Il a été construit en 1889 et gardé jusqu'en 1981. Le phare est désormais une aide privée à la navigation et une résidence privée.